# Niculițel, Tulcea
Niculițel (în trecut Nicolița, Monaster, în bulgară Никулица, transliterat: Nikulița) este satul de reședință al comunei cu același nume din județul Tulcea, Dobrogea, România.

## Istoric
Pe teritoriul satului se află vestigiile unei cetăți grecești, reședința regelui Moskon.

## Obiective
- Bazilica paleocreștină cu criptă din Niculițel